# Стивън Хънт
Стивън Хънт (роден на 1 август 1981 в Портлийшъ, Ирландия) е ирландски
футболист, национал на Република Ирландия и играч на Хъл Сити. Играе на поста
ляв полузащитник, а също и ляв защитник и атакуващ полузащитник. Бивш играч на
Кристъл Палас, Брентфорд и Рединг. По-малкият му брат Ноуъл Хънт е също футболист.

## Национален отбор
Първото му участие за националния отбор на Република Ирландия е при победата с
2-1 като гости на Сан Марино на 7 февруари 2007 г. 

## Отличия
- Избран е за играч на месец октомври 2006 г. от привържениците на Рединг.[2]
- Трети в класацията за играч на 2007 г. за Рединг след Ивар Ингимарсон и Ники Шори.[3]
- Избран е за играч на сезон 2007-08 от привържениците на Рединг.[4]